# Francesco del Cossa
Pour les articles homonymes, voir Cossa.
Francesco del Cossa (né vers 1436 à Ferrare et mort vers 1477-1478 à Bologne) est, avec Cosmè Tura et Ercole de’ Roberti, l'un des peintres les plus importants de l'école de Ferrare pendant la Première Renaissance, au Quattrocento.

## Biographie

### Formation

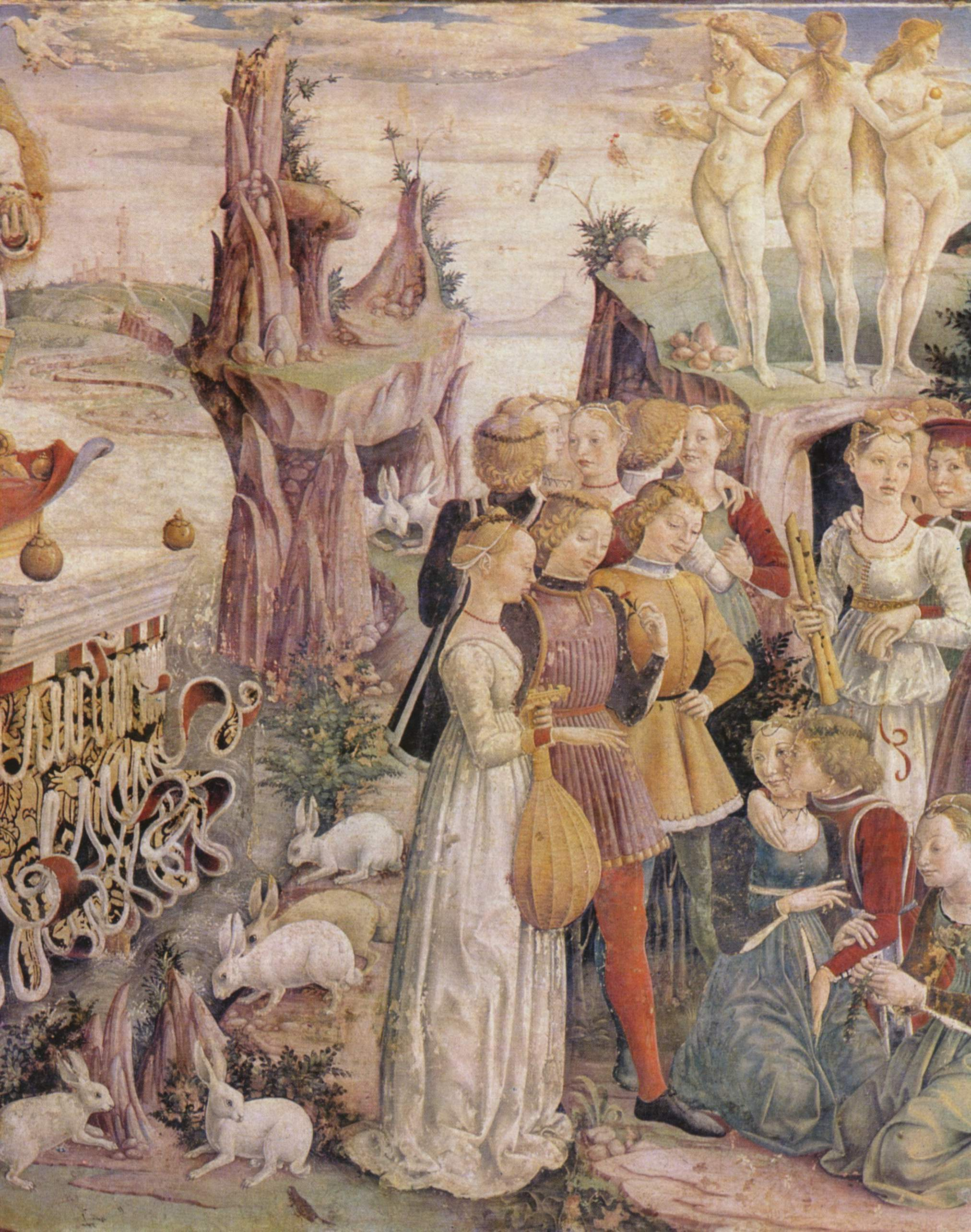
Détail d'une fresque des mois, le triomphe de Vénus.

La vie de Francesco del Cossa est d'une façon générale mal documentée. Fils d'un maçon nommé Cristoforo, sa date de naissance est déduite d'une correspondance entre les érudits bolognais Angelo Michele Salimbeni et Sebastiano Aldrovandi, qui mentionne que l'artiste avait 42 ans lors de sa mort.
Il n'y a pas de documentation concernant sa formation, qui a pu se dérouler aux côtés de Cosmè Tura, peut-être complétée par une connaissance de la peinture padouane dominée par Donatello et Mantegna, mais aussi par les nouveautés de Piero della Francesca : Francesco del Cossa montre dans son œuvre une maîtrise de la représentation plastique des personnages et des détails architecturaux qu'il a appris en étudiant les œuvres de Piero della Francesca, de Francesco Squarcione, de Mantegna et aussi de Donatello. Une plus grande sérénité et une plus grande solennité dans les figures, tirées de la leçon de Piero della Francesca, sont précisément les éléments qui distinguent ses œuvres de celles des autres peintres de Ferrare.
Le premier document connu le concernant est daté du 11 septembre 1456, lorsque le peintre, toujours sous la tutelle de son père, reçoit un paiement pour une Déposition avec trois personnages peints en grisaille près du maître-autel de la cathédrale de Ferrare, qui a été perdu lors de la reconstruction de l'abside à la fin du XVe siècle. En 1460, il est cité comme témoin dans deux actes notariés de Ferrare, pour lesquels on a fait appel à lui en tant que « peintre », signifiant qu'il est déjà reconnu dans cette activité pour laquelle il s'affranchit de la protection paternelle en novembre de la même année.

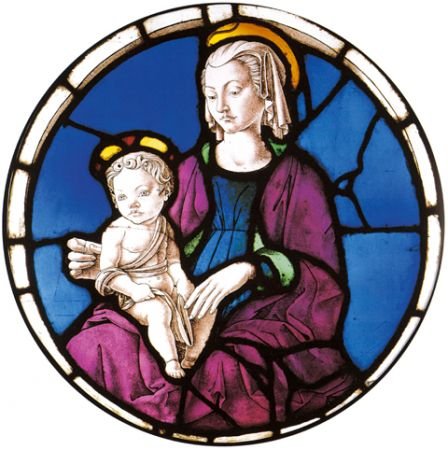
Francesco del Cossa, vitrail d'une Vierge à l'Enfant, musée Jacquemart-André.

Sa participation à la décoration du studiolo de Belfiore, où certains lui attribuent la muse Polimnia, proche des manières de Piero della Francesca, mais aujourd'hui plus prudemment attribuée à un maître anonyme, n'est pas certaine.
En décembre 1462, il est mentionné à Bologne parmi les témoins du baptême du fils de Bartolomeo Garganelli qui appartient à une famille qui, des années plus tard, sera la commanditaire d'un important cycle de fresques. En 1463, son père meurt, et jusqu'en 1467, aucun autre document le concernant n'est connu. Ce silence a été interprété comme l'occasion d'un long voyage de formation, où il aurait pu aller à Florence. En tout cas, il est de retour à Ferrare le 11 février 1467. La même année, il doit retourner à Bologne, où il est payé pour le dessin de deux vitraux de l'église San Giovanni in Monte, avec une Vierge à l'Enfant avec des anges et une Vierge à l'Enfant maintenant au Musée Jacquemart-André. Dans ces œuvres, on note une très bonne connaissance  de la culture figurative florentine contemporaine, liée aux expériences de Domenico Veneziano, avec sa « peinture de la lumière », et Maso Finiguerra, avec la modélisation de la sculpture en dessin.

### Salle des mois du Palais Schifanoia

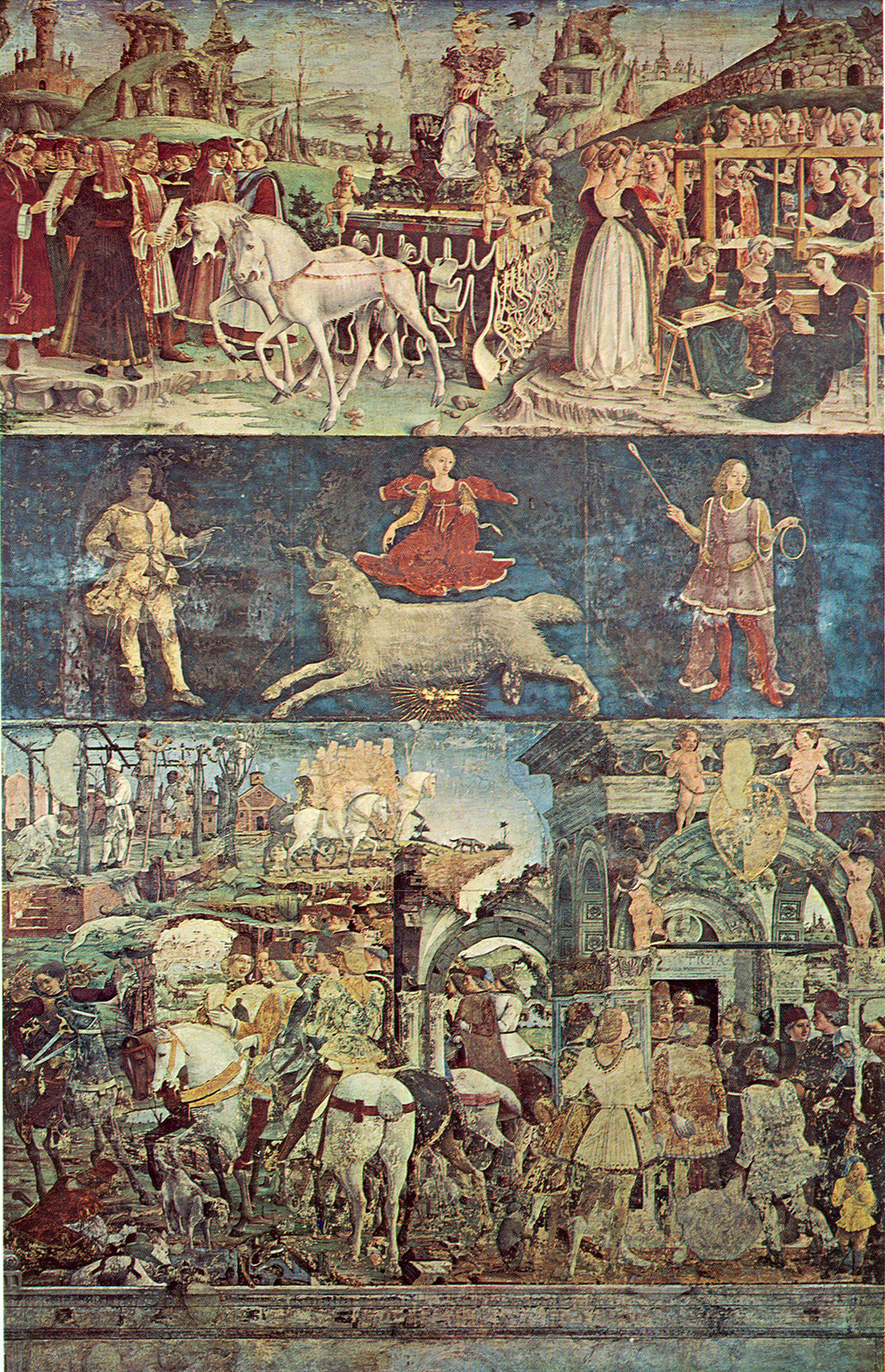
Francesco del Cossa, fresque du mois de mars au palais Schifanoia.

Le début de sa collaboration sur les fresques du Salon des Mois du Palazzo Schifanoia à Ferrare est situé généralement dans les années qui suivent immédiatement son retour à Ferrare, à partir de 1467 ou 1468, et en tout cas au plus tard en 1470, lorsqu'il envoie une lettre devenue célèbre à Borso d'Este où, dans un mouvement de conscience de soi et de dignité extrêmement moderne pour l'époque, il réclame un meilleur traitement financier pour les fresques des Mois sur le mur Est, qu'il déclare comme étant les meilleures parmi toutes celles des autres artistes engagés.
À l'origine, la décoration de la salle se compose de douze secteurs, un par mois, dont sept subsistent aujourd'hui. Chaque secteur est à son tour divisé en trois bandes: une en hauteur où le triomphe du dieu protecteur du mois est peint entouré d'« enfants » réalisant des activités typiques, une centrale sur fond bleu avec le signe du zodiaque et trois « décans », et une inférieur avec des scènes qui tournent autour de Borso d'Este. La conception du cycle appartient à l'historien et bibliothécaire des Este, Pellegrino Prisciani, qui y insère un grand nombre de références astronomiques, philosophiques et littéraires, tandis que la direction des travaux picturaux est confiée au peintre de la cour Cosmè Tura.
Francesco est chargé des mois de mars, avril et mai, où le ton presque féerique de la matrice gothique tardif se mêle aux formes solides et synthétiques, aux couleurs vives et à une attention particulière à la construction en perspective, avec parfois des formes imaginatives visionnaires. Aux formes presque cristallisées de Cosmè Tura, Francesco oppose une représentation humaine plus naturelle.
Il réalise ainsi :
- Mois de mars : Triomphe de Minerve, et signe du Bélier, Borso d'Este rendant la justice et partant pour la chasse, paysans qui taillent la vigne.
- Mois d'avril : Vénus et les Trois Grâces, le signe du taureau, des amants, Borso d'Este rentrant de la chasse, Le Jeu de la mortification.
- Mois de mai : scène de moisson, signe des Gémeaux, Apollon entouré des Muses et de Pégase, scène de moisson, Borso d'Este recevant un panier de cerises.

### Période bolognaise

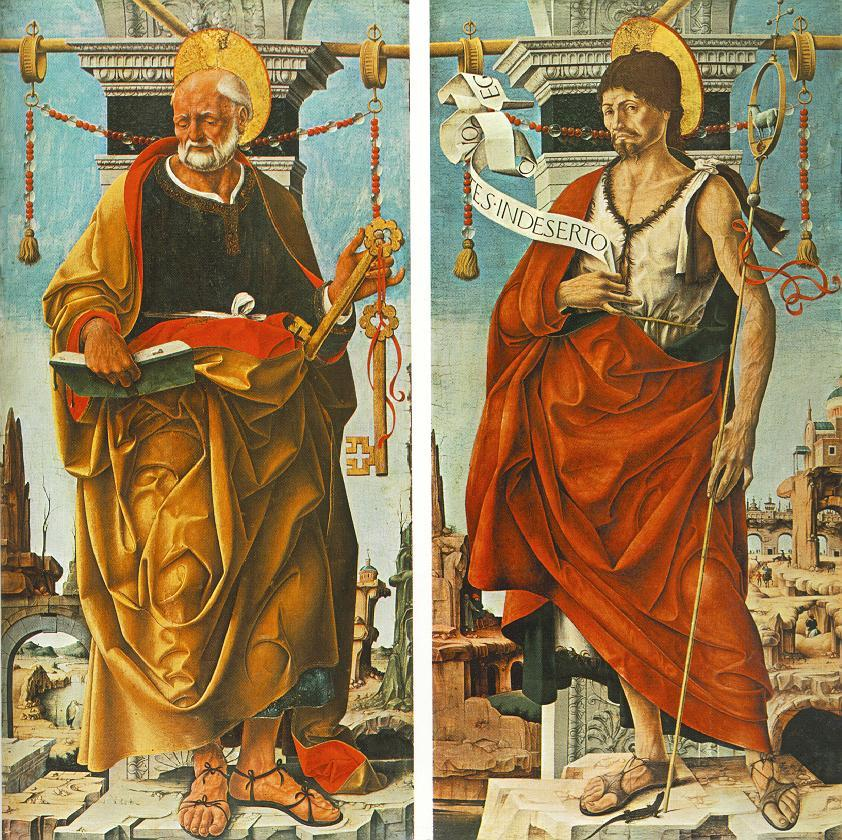
Francesco del Cossa - polyptyque Griffoni, Saint Pierre et Saint Jean-Baptiste.

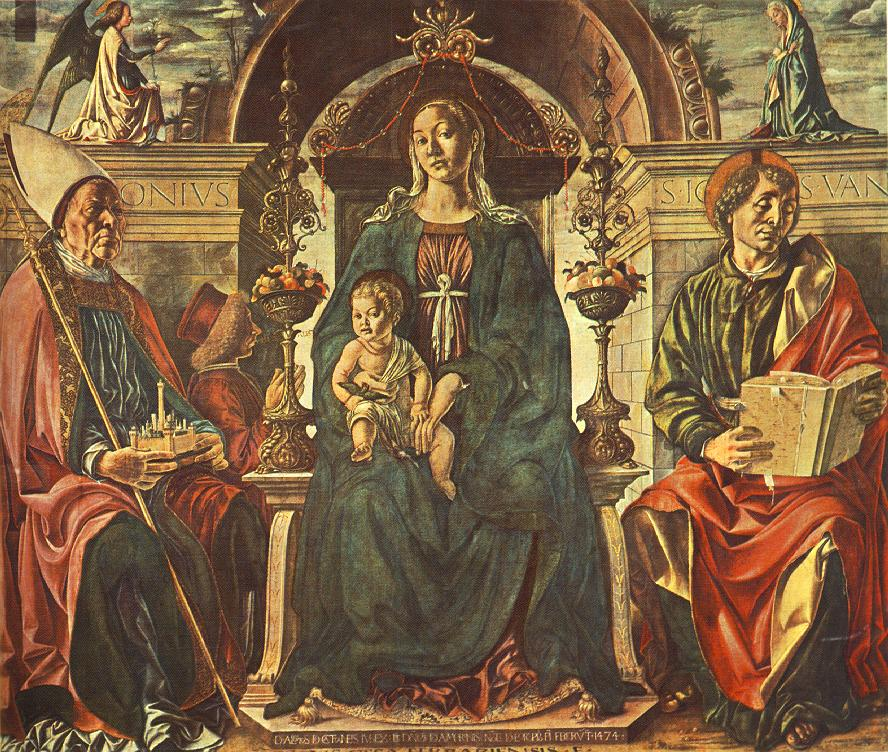
Pala dei Mercanti.

Contrairement à son collègue Cosmè Tura, qui travaille pratiquement toute sa vie au service des Este, Francesco del Cossa abandonne Ferrare juste après la réalisation des scènes de sa compétence au Palazzo Schifanoia, probablement déçu par la maigre rémunération reçue, le duc Borso n'ayant pas répondu à ses demandes. Il décide de retourner à Bologne, où il s'installe définitivement et entame une intense période d'activité, caractérisée par des commandes de grand prestige. La ville bénéficie d'un environnement plus dynamique que Ferrare, avec des commandes provenant de nombreuses familles et instituts religieux, non liées au monopole d'une dynastie. L'une de ses premières commandes bolognaises est le retable représentant l'Annonciation et la Nativité dans la prédelle de l'église San Giovanni in Monte connue sous le nom dell'Osservanza, maintenant conservé à la Gemäldegalerie Alte Meister à Dresde. Le retable comprend trois petits panneaux avec Sainte Claire et Sainte Catherine, aujourd'hui dans la collection Thyssen-Bornemisza à Madrid et un Moine franciscain en prière conservé à Venise à la Scuola Grande de San Rocco.
Francesco del Cossa travaille à Bologne la mise en place spatiale dramatique des personnages et des architectures ; la force morale l'emporte sur la beauté naturelle. Cet idéal héroïque est mieux adapté au milieu des grandes familles rivales de Bologne et, dans toute sa tension, est dans la continuité de Turà.
À partir de 1472, il réalise la fresque de la Madone du Baracano pour Giovanni II Bentivoglio, seigneur de la ville, et il repeint l'historique Madonna del Baraccano, une fresque votive d'une grande importance symbolique. L'année suivante, il est actif dans la basilique San Petronio, où il réalise les dessins préparatoires de deux incrustations avec Sant'Agostino et San Petronio. Bientôt, il reçoit la commande de l'important polyptyque Griffoni, commandé par Floriano Griffoni et réalisé avec l'aide d'Ercole de 'Roberti. Les figures des saints, maintenant exposées dans divers musées, tels que Saint Vincent Ferrer, Saint Pierre, Saint Jean-Baptiste, Saint Florian et Sainte Lucie, sont surmontées de la scène de la Crucifixion ; on y note à nouveau l'influence de Piero della Francesca pour la grande monumentalité et la luminosité des personnages, combinée à une variété fantaisiste de sujets, de poses et d'arrière-plans. La norme de la perspective et l'éclairage véridique parviennent à donner un naturel même aux éléments les plus improbables, tels que les minuscules anges sur saint Vincent Ferrer ou les châteaux qui semblent surgir des rochers dans les arrière-plans.
Selon Roberto Longhi, une fresque controversée, Il Pestapepe, conservée à la pinacothèque de Forlì, appartient à cette période ; cependant, selon la tradition, elle est du peintre Melozzo.
En 1474, il signe et date la puissante Pala dei Mercanti commandée par Alberto de 'Cattani et Domenico degli Amorini, une œuvre très originale d'une dureté presque rude. La décoration des voûtes de la chapelle Garganelli débute vers 1477 dans l'ancienne cathédrale San Pietro, terminée par Ercole de' Roberti, en raison de la mort subite du maître. Cette œuvre a été détruite lors de la reconstruction de l'ancienne cathédrale, commencée en 1605 ;  seuls quelques fragments ont été conservés.
Il meurt de la peste vers 1477-1478.

## Œuvres

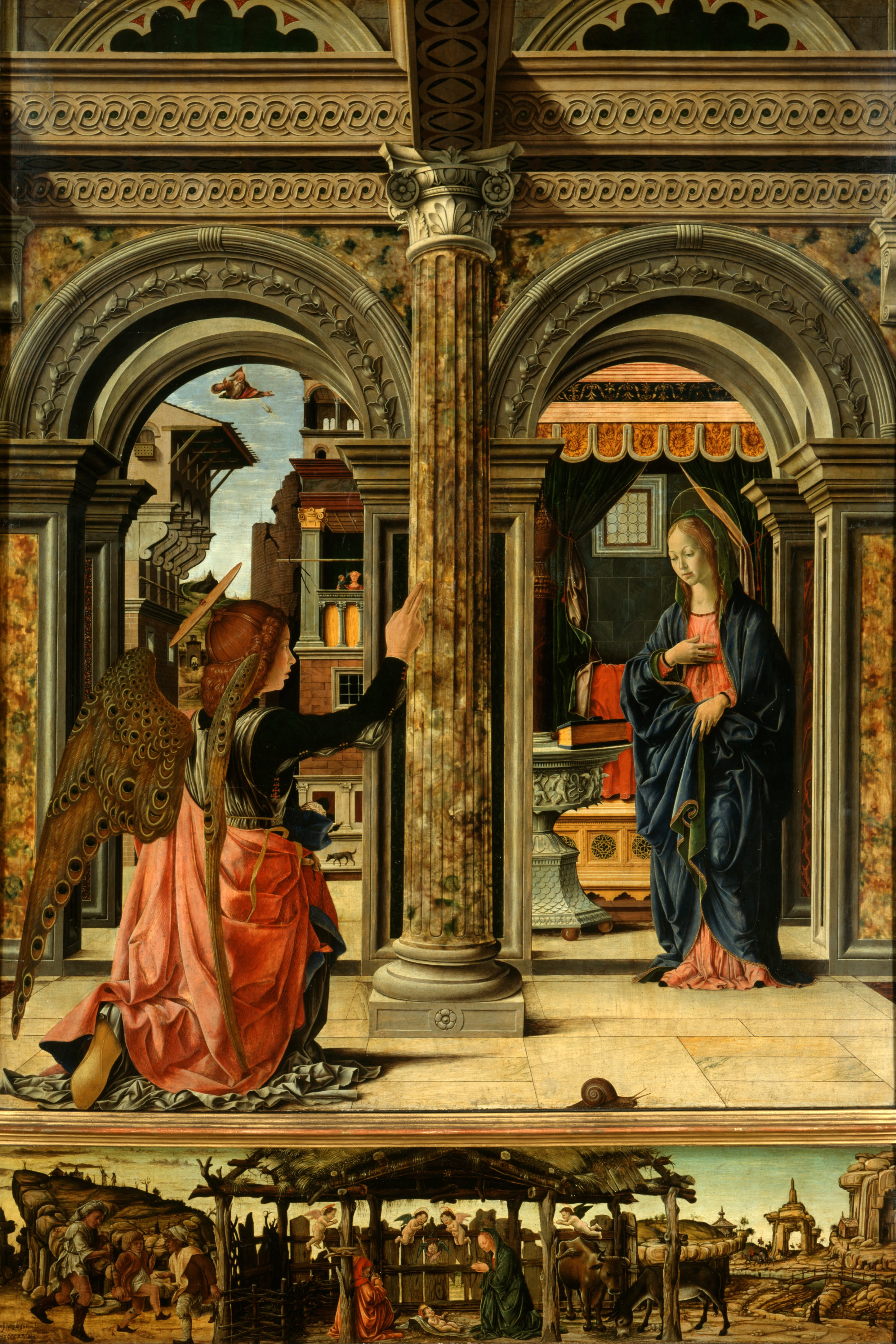
Annonciation... et escargot au premier plan en bas, Gemäldegalerie Alte Meister, Dresde.

- Vierge en trône, pour le vitrail de San Giovanni in Monte, à Bologne (1462).
- Mois de mars, Mois d'avril et Mois de mai, (vers 1470), Palazzo Schifanoia, Ferrare
- Saint Pierre (v. 1473), huile sur bois, 112 cm × 55 cm, pinacothèque de Brera, Milan
- Saint Jean-Baptiste (v. 1473), Pinacothèque de Brera, Milan
- Vierge à l'Enfant avec saint Petronio évêque de Bologne, saint Jean-Evangéliste et le commanditaire Alberto Cattanis dit Retable des marchands (1474), pinacothèque nationale, Bologne
- Portrait d'homme tenant une bague[4] (1472-1477, France), bois, 35 × 24 cm, Musée Thyssen-Bornemisza, Madrid. Il s'agirait d'un membre de la famille d'Este, Hercule ou Rinaldo[5].
- Retable de saint Lazare (figures de saints, les animaux sont de Roberti), musée de Berlin
- Annonciation[6](v. 1470), Gemäldegalerie Alte Meister, Dresde. En faisant le plan au sol du tableau, on voit que la colonne centrale est en fait placée entre l'ange et Marie. Cette colonne est selon Daniel Arasse un symbole du Christ. L'escargot (symbole de la résurrection) a la même forme que dieu en haut du tableau. La présence d'un escargot n'appartient pas (de par sa taille et sa position) à l'espace de la représentation picturale et se trouve sur le bord du tableau. C'est une figure de la vierge qui permet de comprendre le tableau : il ne s'agit pas d'une vérité, mais de la représentation de cette vérité. L'apparence seule de l'œuvre est « humaniste » et moderne. L'image comporte une triangulation vivante de l'espace qui tourne autour d'une colonne symbolique. La perspective sert d'ailleurs à voiler la disposition architecturale autant qu'à la manifester et une polarité se crée entre le panneau principal et la prédelle où les rocailles suffisent à évoquer la fonction « irréaliste » de la peinture religieuse. L'unité entre les deux registres est profonde, bien que subtilement et dialectiquement indiquée. L'observation du concret, comme la danse des bergers dans la prédelle, et la science moderne de la peinture sont mises au service d'une conception conservatrice et emblématique de l'image religieuse[7].

- Polyptyque Griffoni, Basilique San Petronio de Bologne, dispersé :
  - Saint Vincent Ferrier[8], National Gallery, Londres
  - Saint Pierre et Saint Jean-Baptiste, pinacothèque de Brera, Milan
  - la prédelle exécutée par Ercole Ferrarese, Musées du Vatican
- L'Automne, huile sur bois, 43 cm × 105 cm, musée de Berlin
- Sainte Lucie, (1473), National Gallery of Art, Washington

## Source de traduction
- (It) Cet article est partiellement ou en totalité issu de l’article de Wikipédia en italien intitulé « Francesco del Cossa » (voir la liste des auteurs).

## Articles annexes
- Cycle des mois du Palais Schifanoia
- École de Ferrare
- Gothique international italien
- Renaissance ferraraise
- Renaissance florentine
- Renaissance padouane